# Discovery HD

Discovery HD

Discovery HD este canalul internațional de televiziune cu rezoluție înaltă de la Discovery Communications.
Discovery HD International a fost lansat prima dată în februarie 2005 în Coreea de Sud ca bloc de programare. În decembrie 2005, Discovery HD Japonia și Discovery HD Canada au început să transmită programele non-stop. După aceasta, Discovery HD s-a extins și pe alte piețe, după cum urmează:
- Februarie 2006: în Germania și Austria privind platforma de satelit Premiera
- Mai 2006: în Regatul Unit al Marii Britanii și Irlandei pe Sky Digital cu lansarea serviciului Sky HD
- Octombrie 2006: în Polonia pe toate platformele DTH și în Olanda
- 1 noiembrie 2006: în țările nordice, atunci când Canal Digital a lansat pachetul lor de HD, în Suedia, în Danemarca, Finlanda și Norvegia
- 18 ianuarie 2007: în Singapore pe platforma StarHub
- 31 ianuarie 2008: în Hong Kong acum și pe TV
- Iunie 2008: în Australia pe Foxtel HD +